# Эрдниевское сельское муниципальное образование
Эрдниевское сельское муниципальное образование — сельское поселение в Юстинском районе Калмыкии. 
Административный центр - посёлок Эрдниевский.

## География
Эрдниевское СМО расположено в южной части Юстинского района.
Эрдниевское СМО граничит на севере — с Юстинским, на востоке — с Харбинским СМО Юстинского района Калмыкии, на юге — с Молодёжненским и Уттинским СМО Яшкульского района Калмыкии, на востоке — с Привольненским СМО Яшкульского района Калмыкии.
В орографическом отношении территория Эрдниевского муниципального образования находится в пределах Сарпинской низменности. Имеется площадь занятая песками. Песчаные массивы создают бугристый характер рельефа. Бугры имеют длину от 1 до 15 км, ширина их не превышает 500 м.
На территории СМО частично расположены заказники федерального знасения Харбинский и Сарпинский.

### Гидрография
Гидрографическая сеть отсутствует. Источников питьевой воды на территории муниципального образования нет. Жители получают воду из 5 шахтных колодцев, 3 из которых являются питьевыми, а 2 техническими.

### Климат
Климат территории резко континентальный, сухой. Средняя температура января отрицательная, и составляет минус 10o С. Абсолютный минимум январской температуры составил минус 35о С. Высота снежного покрова достигает 30 см. Суммарная солнечная радиация в январе — 120 МДж/кв.м. Особенностью климата является значительная продолжительность солнечного сияния, которое продолжается 182 дня в году. Продолжительность теплого периода составляет примерно 270 дней. Средняя температура июля +25о С. Абсолютный максимум июльской температуры +44о С. Суммарная солнечная радиация — 700 МДж/кв.м. Среднегодовая сумма осадков составляет всего 209 мм, в том числе за вегетационный период 110 мм. Летом бывает до 120 дней с суховеями.

## Население
| 2002 | 2010 | 2011 | 2012 | 2013 | 2014 | 2015 |
| ---- | ---- | ---- | ---- | ---- | ---- | ---- |
| 922  | ↘909 | →909 | ↘870 | ↘848 | ↗853 | ↘832 |
| 2016 | 2017 | 2018 | 2019 | 2020 | 2021 |      |
| ↘818 | ↘817 | ↘801 | ↗830 | ↘813 | ↘721 |      |

Численность населения Эрдниевского СМО на начало 2012 года составляет 893 человека. Большая часть (99 %) населения проживает в посёлке Эрдниевский. Динамика численности населения характеризуется постепенным снижением, связанным с миграционным оттоком населения и отсутствием его естественного прироста. Возрастная структура населения относительно благоприятна: трудоспособное население составляет почти 67 % общей численности. Доля «молодого» населения также значительна — 26 %. При этом, доля «старого» населения составляет всего 7,9 %

### Национальный состав
В СМО проживают представители 7 народов. В этнической структуре преобладают два народа — калмыки (71 %) и казахи (28 %).

## Состав сельского поселения
В состав сельского поселения входят 2 населённых пункта
| № | Населённый пункт | Тип населённого пункта          | Население |
| - | ---------------- | ------------------------------- | --------- |
| 1 | Долан            | посёлок                         | ↘7        |
| 2 | Эрдниевский      | посёлок, административный центр | ↘886      |

Ранее в состав сельского поселения входил посёлок Ар-Тоста, оставшийся без населения.

## Экономика
Сельское хозяйство является базовой отраслью специализации Эрдниевского СМО. Ведущей отраслью по специализации сельскохозяйственного производства является разведение КРС, овцеводство, коневодство. Общая площадь земель сельскохозяйственного назначения составляет 94 400 га. Из них пастбища — 92 400 га. Градообразующим предприятием выступает СПК «Эрдниевский». Также на территории СМО действует 1 КФХ.

## Транспортная инфраструктура
Территорию СМО с севера на юг пересекает автодорога республиканского значения Цаган-Аман — Утта.